# 357243 Jefferies
357243 Jefferies è un asteroide della fascia principale. Scoperto nel 2011, presenta un'orbita caratterizzata da un semiasse maggiore pari a 2,601841 UA e da un'eccentricità di 0,163738, inclinata di 14,441250° rispetto all'eclittica.